# Uvac
Uvac – dopływ rzeki Lim o długości 119 km i powierzchni dorzecza 1310 km². Jej źródło znajdują się w górach Ninaja na płaskowyżu Pešter. Rzeka przepływa przez Serbię oraz Bośnię i Hercegowinę. W Serbii na Uvacu utworzono zbiornik zaporowy Zlatarsko jezero.